# Egyptiskt pund

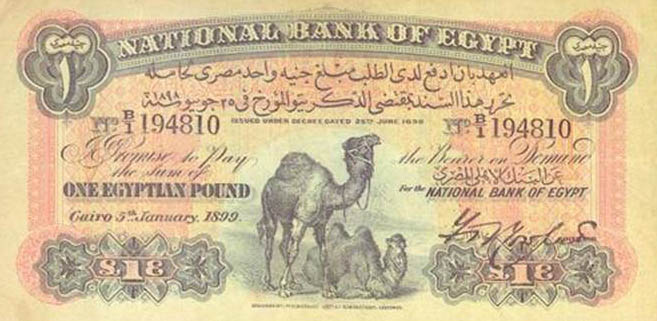
Enpundssedel från 1899.

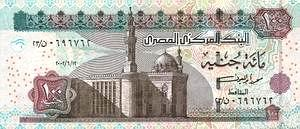
Hundrapundssedel.

Egyptiskt pund (arabiska: جنيه, al-gunaih al-maṣrī; egyptisk arabiska: el-genēh el-maṣri  ; förkortning: LE eller ج.م) är den valuta som används i Egypten i Afrika. Valutakoden är EGP. 1 Pund = 100 piaster (qirsh eller irsh) och 1000 milliemes.
Valutan infördes 1836 i myntform efter diskussioner sedan 1834, och sedlar tillkom 3 april 1899 och ersatte det brittiska pundet och andra valutor som användes lokalt då Egypten fram till dess helt saknade en nationalvaluta.

## Användning
Valutan ges ut av den egyptiska centralbanken Al-Bank al-Markazī al-Masrī (internationellt Central Bank of Egypt, CBE) som grundades 1961 efter en ombildning och har huvudkontoret i Kairo.

## Valörer
- mynt: 1 pund
- underenhet: 5, 10, 20, 25 och 50 piastrar
- sedlar: 25 och 50 piastrar; LE 1, LE 5, LE 10, LE 20, LE 50, LE 100 och LE 200